# Marián Varga & Collegium Musicum
Marián Varga & amp; Collegium Musicum je druhé koncertní album slovenské art-rockové skupiny Collegium Musicum z roku 1975.

## Seznam skladeb
1. "Mikrokosmos" - 7:23
2. "Ať žije člověk" - 16:29
3. "Preludium C dur (2 miniatury) a část z baletu Romeo a Julie" - 8:40
4. "Hudba k vodotrysku č. 1 "- 10:38
5. "Nesmírný smutek hotelového pokoje" - 2:37

## Autorství
Hudba:

- Marián Varga (4, 5)
- Marián Varga, Dušan Hájek, Ivan Belák, Jozef Farkaš (2)
- Béla Bartók (1)
- Sergej Prokofjev (3)

## Sestava
- Marián Varga - klávesové nástroje
- Dušan Hájek - bicí nástroje
- Ivan Belák - basová kytara
- Jozef Farkaš - kytara

## Výroba
- Hudební režie: Vladimír Valovič
- Zvuková režie: Peter Hubka
- Technická spolupráce: Ľuboš Klásek, František Franzen
- Odpovědný redaktor: Milan Vašica
- Návrh obalu: Tibor Bártfay
- Doslov: Igor Wasserberger
- Vydavatelství: Opus